# Madeleine fra Paris
Madeleine fra Paris (originaltitel Paris) er en fransk stumfilm fra 1924 instrueret af René Hervil.

## Medvirkende
- Pierre Magnier som Maurice Revoil
- Dolly Davis som Aimée Valois
- Henry Krauss som François Roullet
- Jacqueline Forzane som Suzy Desroses
- Marie Bell som Marthe de Lignières
- Gaston Jacquet som Alpérof
- Jean-Louis Allibert som Jean Fleury
- Jean Devalde som Paul de Lignières
- Jeanne Méa som Madame de Lignières